# Hans Van Werveke

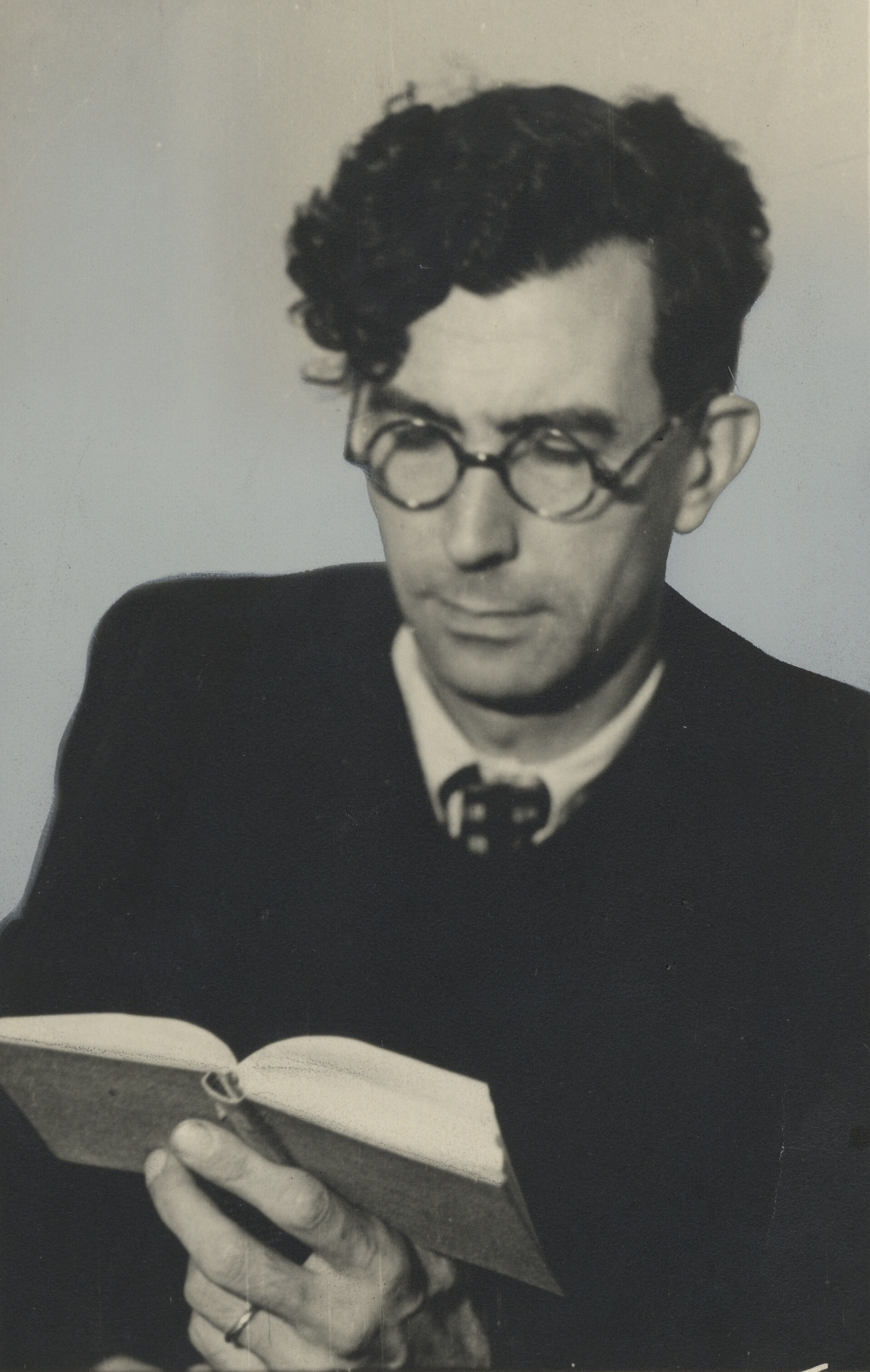
Van Werveke

Johannes Hendrik Cornelis „Hans“ Van Werveke (* 22. Januar 1898 in Gent; † 7. Mai 1974 in Sint-Denijs-Westrem) war ein belgischer Mediävist und Historiker.

## Leben
Van Werveke war der Sohn von Alfons Van Werveke, Konservator am Museum für Altertumskunde in Gent und 1903 bis 1917 Hilfsarchivar der Stadt. Van Werveke war ein Schüler von Henri Pirenne in Gent, bei dem er 1922 über mittelalterliche Kirchengeschichte promoviert wurde, war Lehrer am Athenäum für Mädchen in Gent und ab 1924 nebenbei Dozent an der Universität, wo er im Rahmen der Einrichtung von Studiengängen in flämischer Sprache Vorlesungen über die Geschichte Belgiens hielt (die Pirenne in Französisch hielt). Ab 1925 hielt er auch Kollegien in mittelalterlicher Geschichte ab und 1933 wurde er ordentlicher Professor. Als solcher bildete er mehrere Generationen flämischer Eliten an der Universität Gent in belgischer Geschichte aus. Ab 1941 hielt er auch Vorlesungen in Wirtschaftsgeschichte. 1966 wurde er emeritiert.

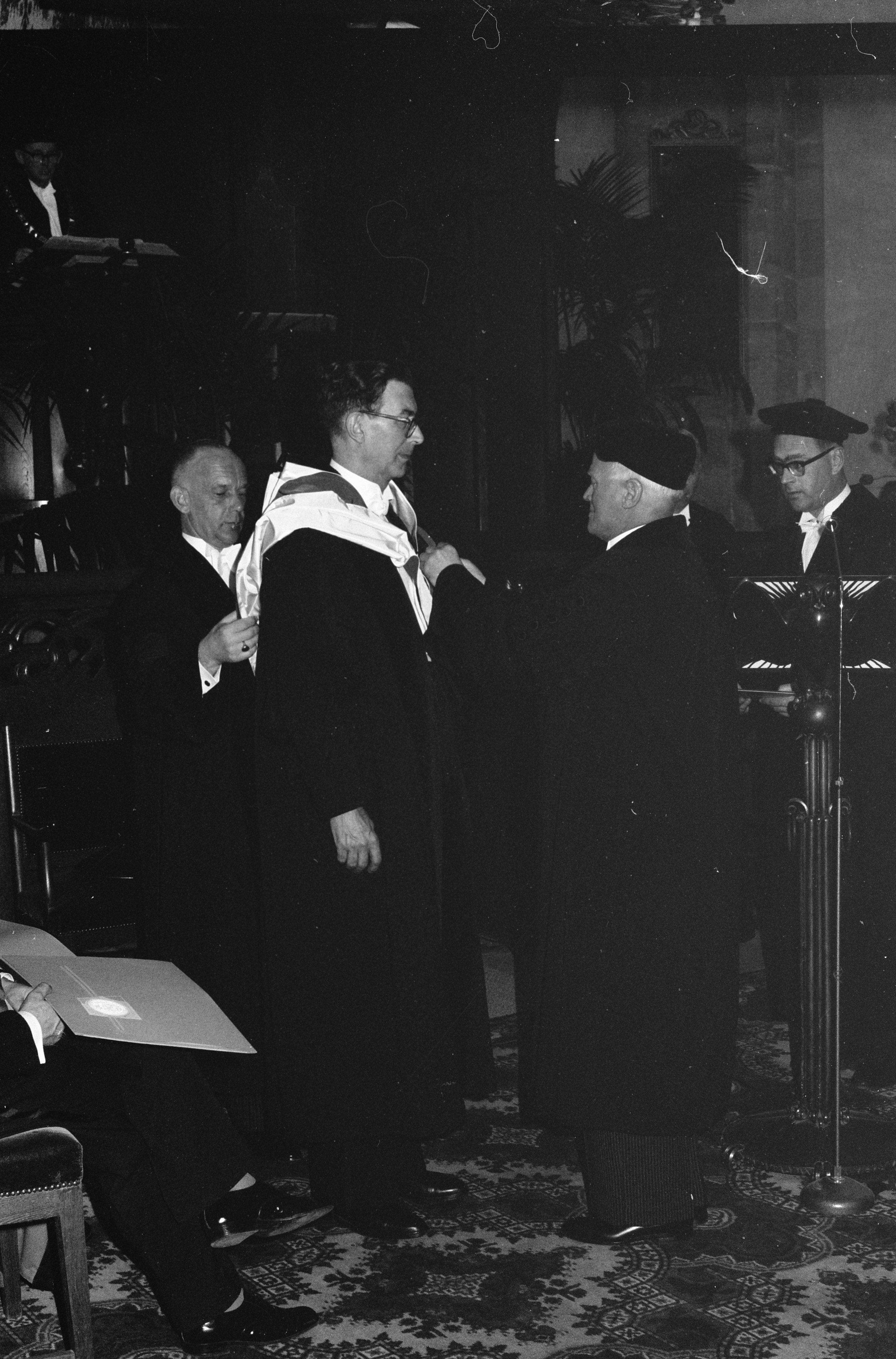
Van Werveke (Universität Utrecht, 1961)

Van Werveke war ein Pionier in der Erhebung quantitativer Daten zur Wirtschafts- und Sozialgeschichte (Demographie, Finanz- und Münzgeschichte) insbesondere der Niederlande und Belgiens. Er arbeitete eng mit niederländischen Historikern zusammen unter anderem im Sammelwerk Algemene geschiedenis der Nederlanden (Allgemeine Geschichte der Niederlande, AGN) und stellte darin die Verbindung zu den nördlichen Niederlanden heraus und verfolgte allgemein die flämische Sichtweise auf die belgische Geschichte. Wie bei Pirenne lag sein Schwerpunkt bei mittelalterlicher Wirtschafts- und Sozialgeschichte, in Hinblick auf die belgische Geschichte brach er aber mit der Auffassung von Pirenne, das die Ursprünge Belgiens im frühen Mittelalter zu finden sind.
Er arbeitete im Liberalen Flämischen Bund mit und war Vorsitzender des Willemsfonds. Van Weverke schrieb auch öffentlichkeitswirksame Artikel für die Het Laatste Nieuws.
1961 wurde er Ehrendoktor der Universität Utrecht.

## Schriften
- mit François Louis Ganshof, Fernand Vercauteren: De middeleeuwen, in Wereldgeschiedenis, Band 2, Utrecht: De Haan 1939, S. 259–354
- De economische ontwikkeling [van Vlaanderen van het einde van de XVIIIe tot het begin van de XXe eeuw], in Geschiedenis van Vlaanderen, Teil 6, Antwerpen 1949, S. 271–317
- Bruges et Anvers: huit siècles de commerce Flamand, 1944
- Brugge en Antwerpen. Acht eeuwen Vlaamse Handel, 1941
- Gent: schets van een sociale geschiedenis, Gent 1947
- Gand: esquisse d’histoire sociale, Brüssel 1946
- Geschiedenis van België en van Belgisch Kongo, 1959, 1961
- Jacques van Artevelde, Brüssel 1949
- De Gentsche Stadsfinancien in de middeleeuwen, Brüssel 1935
- Miscellanea mediaevalia, Gent, 1968 (Aufsatzsammlung mit Bibliographie bis 1968 und Biographie von Ganshof)
- Talenstrijd in België, 1962
- Langs Clio’s paden, 1969